# Tiszafüred
Tiszafüred [tisafyred] je město v Maďarsku, nacházející se na severu župy Jász-Nagykun-Szolnok, těsně u hranic se župou Heves. Díky své poloze u břehu vodní nádrže Tisza-tó na řece Tise je město častým cílem turistů a vhodným místem např. pro vodní sporty. Od župního města Szolnoku se nachází asi 77 km severovýchodně a je správním městem stejnojmenného okresu. V roce 2018 zde žilo 10 745 obyvatel.

## Historie
Archeologické vykopávky odhalily pozůstatky lidského osídlení z doby 5. tisíciletí před naším letopočtem. Písčité břehy řeky Tisy byly atraktivní lokalitou v době neolitu. První zmínka obce po vzniku maďarského státu zde nicméně pochází z roku 1273, a to pod názvem Fyred Villa. Jednalo se o rybářskou osadu na řece Tise, kterou zde nechal zřídit biskup z dnešního rumunského města Oradea. Část názvu města pochází od slova fűr označujícího křepelku, nikoliv od maďarského slova fűrdő, které označují lázně. Obdobný vznik názvu je možné nalézt i přímo na Blatenském jezeře (Balatonfüred). Není však spojen s místní lázeňskou kulturou, léčivé prameny zde byly objeveny až v 20. století.
Po pohnuté historii z doby raného novověku (v letech 1596-1713 bylo město pětkrát opuštěno kvůli tureckým nájezdům) udělila rakouská císařovna Marie Terezie městu v roce 1744 statut města s tržním právem. V závěru 18. století se obec rozvíjela na pevném břehu obklopeném ze severní strany rozsáhlým močálem při řece Tise. Ze všech stran obklopovaly Tiszafüred také početné vinice. Postupně byl narovnáván i tok řeky Tisy, což přesouvalo místní přístav.
První stálý most přes řeku Tisu postavený v roce 1833 dal městu navíc celostátní význam. Vznikl v lokalitě Császlód. Vedle Tokaje, Szolnoku a Szegedu to byl jediný bezpečný přechod přes řeku. Z této doby lze datovat rozvoj silničního spojení s okolními sídly, které dalo nový impuls rozvoji a významu osady.
Ve městě byl postaven barokní kostel. Ještě před první světovou válkou překročil počet obyvatel Tiszafüredu metu deset tisíc lidí. Na počátku století sem byla zavedena i železnice. Do roku 1941 měl Tiszafüred spojení do tří okolních měst, včetně např. Karcagu jižním směrem. Nové nádraží bylo vystavěno v samotné blízkosti středu města.
V 50. letech 20. století zde vznikl areál s nízkými venkovskými domy, vybudovanými nicméně ve stylu socialistického realismu. Později nedaleko od města existovalo také nápravné zařízení.

## Ekonomika
Ve městě je zastoupený potravinářský průmysl, nachází se zde jeden z největších mlékárenských závodů v Maďarsku.

## Zajímavosti
Západně od města se na břehu řeky Tisy nachází jezero Tisza-tó, jehož je Tiszafüred považováno za hlavní město. Kromě toho zde leží i národní park (Hortobágyi). Slepá ramena řeky Tisy, která byla v 19. století oddělena od původní řeky a některé další lokality (např. les Zátony) představují dnes hlavní oázy zeleně v okolí města.
Ve městě také stojí muzeum věnované Pálu Kisovi. Sídlí v budově bývalé kurie. Mezi další historicky zajímavé budovy patří bývalá synagoga nebo radnice v historizujícím stylu, postavená roku 1896.
Kromě toho se v historickém středu Tiszafüredu nachází ještě i reformovaný kostel.

## Doprava
Městem prochází silnice celostátního významu č. 33, která spojuje Tiszafüred s Egerem na západě a Debrecínem na východě. V obdobném směru tudy vede i železniční trať. 